# Николаевское (Нижегородская область)
Николаевское — опустевшая деревня в Тонкинском районе Нижегородской области. Входит в сельское поселение  Вязовский сельсовет.

## География
Находится на расстоянии примерно 12 километров по прямой на восток от районного центра поселка Тонкино.

## История
Была образована в период 1858-1875 годов переселенцами в основном из-под города Котельнич. Упоминается с 1891 года, когда в ней было учтено дворов 31 и жителей 244, в 1905 году 40 и 285 соответственно. В 1926 было учтено дворов 66 и жителей 409. Большинство домов кирпичные, часть двухэтажные. По состоянию на 2020 год нежилая.

## Население
Постоянное население  составляло 8 человек (русские 100%) в 2002 году, 3 в 2010 .